# Aleksander Linkestes
Aleksander Linkestes (gr.:  Ἀλέξανδρος, Áléksandros) (zm. 330 p.n.e.) – książę Linkos z dynastii Bakchiadów, syn Aeroposa, syna króla Linkos Arrabajosa II, dowódca jazdy tesalskiej w armii Aleksandra III Wielkiego, króla macedońskiego.
W r. 336 p.n.e. Aleksander wraz z dwoma braćmi, Heromenesem i Arrabajosem zostali oskarżeni o zawiązanie spisku na życie Filipa II, króla Macedonii. Aleksander Macedoński, syn i następca zmarłego, zgładził prawie wszystkich podejrzewanych o udział w morderstwie. Aleksander Linkestes, jako jedyny został uniewinniony przez króla. Przyczyną było to, że Linkestes, jako przedstawiciel rodu królewskiego, nałożył mu pancerz i zaprowadził go do pałacu oraz jako pierwszy złożył mu hołd, jako królowi. Aleksander nie tylko wybaczył mu, ale nawet uczynił go swym „przyjacielem” oraz obdarzył wysokimi zaszczytami. Powierzył mu dowództwo nad armią w Tracji, później postawił na czele tesalskiej kawalerii. Linkestes miał żonę, starszą córkę Antypatra, wodza macedońskiego. 
W r. 334/333 p.n.e. perski szpieg, który przeszedł na stronę macedońską, podał informacje o tym, że Aleksander Linkestes, będący wówczas dowódcą jazdy tesalskiej, wymieniał listy z królem perskim Dariuszem III. Przekazał też, że tenże król wyznaczył Linkestesa na przyszłego władcę Macedonii, gdyby temu się udało zgładzić króla Aleksandra. Król postanowił zasięgnąć opinii „towarzyszy”. Ci uznali Linkestesa za winnego i skazali go na śmierć po procesie przed zgromadzeniem Macedończyków. Król postanowił jednak go tylko aresztować oraz trzymać pod strażą. Nie chciał także zadrażniać Antypatra, który wstawiał się za swoim zięciem. Trudna sytuacja Linkestesa trwała aż do r. 330 p.n.e., kiedy to Filotas został oskarżony o identyczną zbrodnię. Macedończycy zażądali wówczas także osądzenia Aleksandra Linkestesa. Król Aleksander tym razem ustąpił. Linkestes został wyprowadzony przed zgromadzenie, by się mógł bronić przed zarzutami. Ten będąc przestraszony, nie był w stanie nic powiedzieć, co wcześniej sobie przygotował, bowiem zaczął się jąkać. Z tego powodu pamięć go zawiodła oraz stracił zdolność myślenia. Macedończycy uznając Linkestesa za winnego, zakłuli go włóczniami w tradycyjny macedoński sposób. 